# Плитка Соколара — Тейлор
Плитка Соколара — Тейлор — одинична плитка, яка аперіодична на площині, що означає, що можливі тільки неперіодичні замощення на площині, якщо дозволені обертання і дзеркальне відображення. Була першим прикладом одиничної аперіодичної плитки, або «einstein» (гра слів, нім. ein stein означає «один камінь», і так само записується прізвище фізика Альберта Ейнштейна). 
Базова версія плитки — простий шестикутник з деяким візерунком для забезпечення локального правила з'єднання. Це правило не можна реалізувати геометрично у двомірному просторі у вигляді зв'язної плитки. Однак можна реалізувати плитку в тривимірному просторі, і в оригінальній статті Соколар і Тейлор запропонували тривимірний аналог моноплитки. Вони помітили, що тривимірна плитка замощує аперіодичний тривимірний простір. Однак плитка дозволяє замощенню періодичність, якщо зсувати один (неперіодичний) двовимірний шар на інший шар, тому плитка лише «слабко аперіодична». Фізичні тривимірні плитки не можна з'єднати одну з одною без дозволу дзеркальної копії, що вимагало б виходу в чотиривимірний простір.

## Галерея

Геометричне подання моноплитки. Чорні лінії використовуються для примусової аперіодичності.
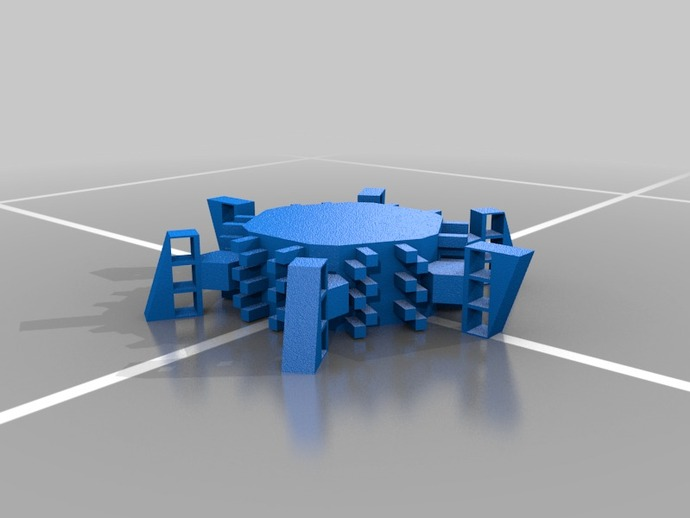
Тривимірний аналог плитки без візерунка на плитці - правила з'єднання реалізуються геометрично.

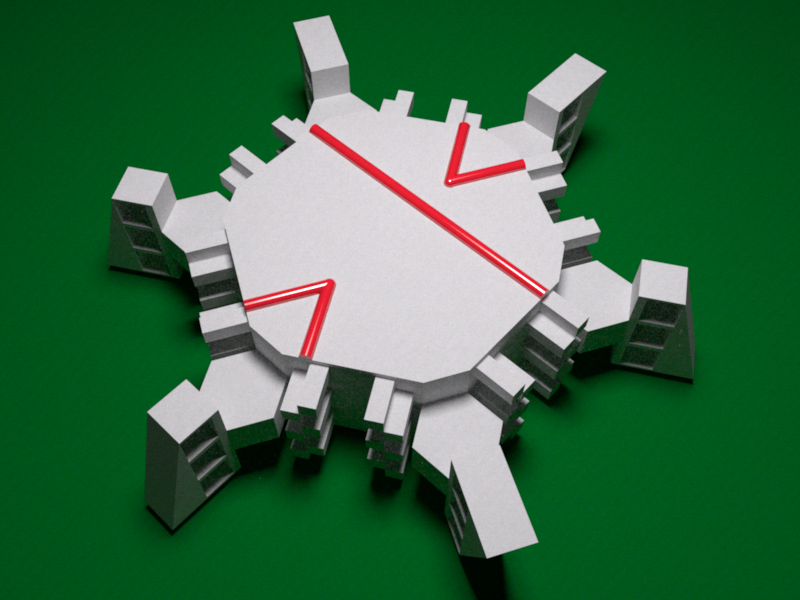
Тривимірний аналог моноплитки з візерунком на плитці, що реалізує правила з'єднання. Червоні лінії включено лише для відображення структури плитки. Зауважимо, що це тіло є зв'язним.
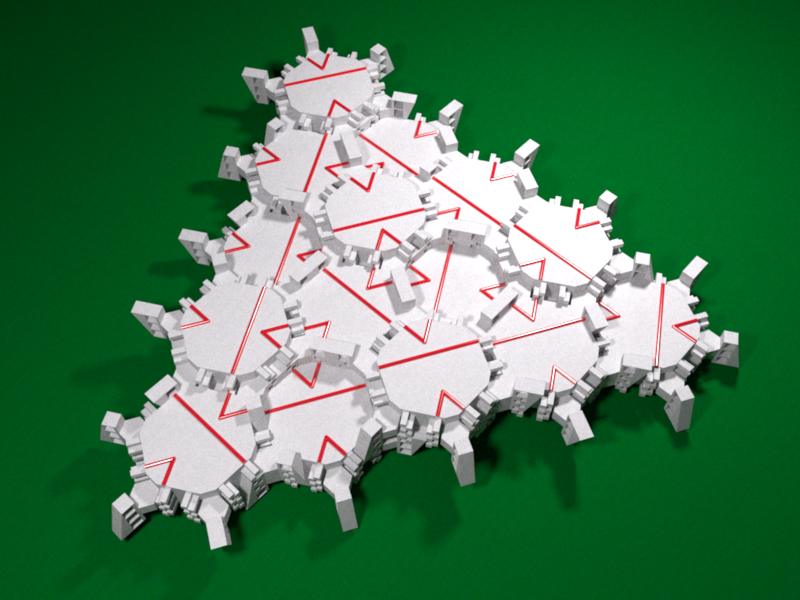
Частина замощення тривимірного простору моноплиткою.
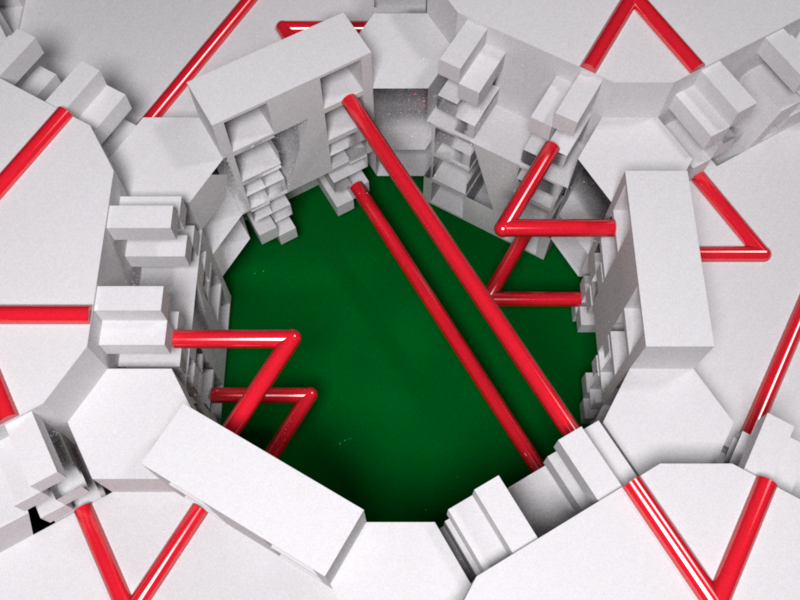
Замощення тривимірного простору з видаленою однією плиткою, щоб показати структуру.